# Бягство (филм, 2021)
„Бягство“ (на датски: Flugt) е датски анимационен филм от 2021 година, документална драма на режисьора Йонас Поер Расмусен по негов сценарий в съавторство с Амин Науаби.
Филмът описва премеждията на афганистанско семейство от 90-те години на XX век, избягало в Русия след края на Съветската инвазия, което се опитва да се прехвърли в Западна Европа, сблъсквайки се със системата за нелегален трафик на хора.
„Бягство“ е номиниран за три награди „Оскар“ (за анимационен филм, документален филм и чуждоезичен филм) и получава Европейските филмови награди за документален и за анимационен филм.